# Muscle sterno-thyroïdien

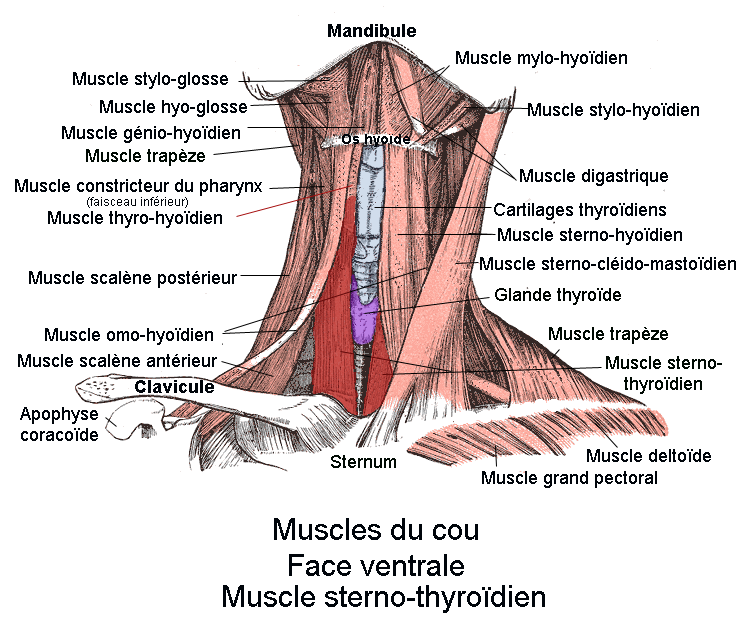
Le muscle sterno-thyroïdien.

Le muscle sterno-thyroïdien (ou muscle sterno-costo-thyroïdien) (musculus sternothyroideus en latin) est un muscle infra-hyoïdien tendu du sternum au cartilage thyroïde.

## Description
Le muscle sterno-thyroïdien est un muscle allongé et plat.

## Origine
Le muscle sterno-thyroïdien nait de la face postérieure du manubrium sternal, en dessous du muscle sterno-hyoïdien et quelquefois du premier cartilage costal.

## Trajet
Le muscle sterno-thyroïdien monte derrière le muscle sterno-hyoïdien.

## Insertion
Le muscle sterno-thyroïdien sur une ligne oblique en haut et en arrière sur la face latérale du cartilage thyroïde. 

## Innervation
Le muscle sterno-thyroïdien est innervé par l'anse cervicale

## Action
Le muscle sterno-thyroïdien tire le larynx et donc par voie de conséquence l'appareil hyoïde en arrière.

## Galerie

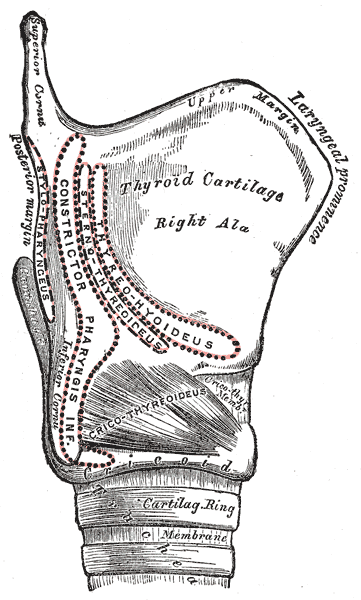
Vue latérale du larynx.
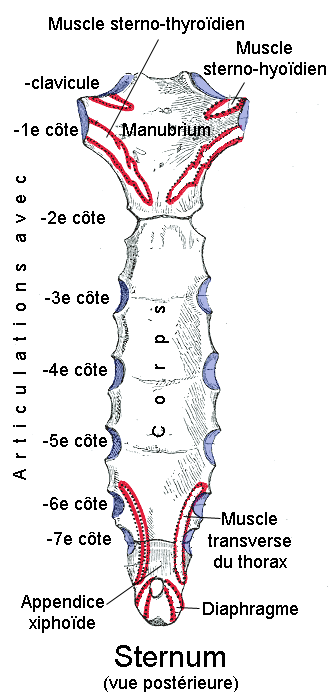
Face postérieure du sternum.
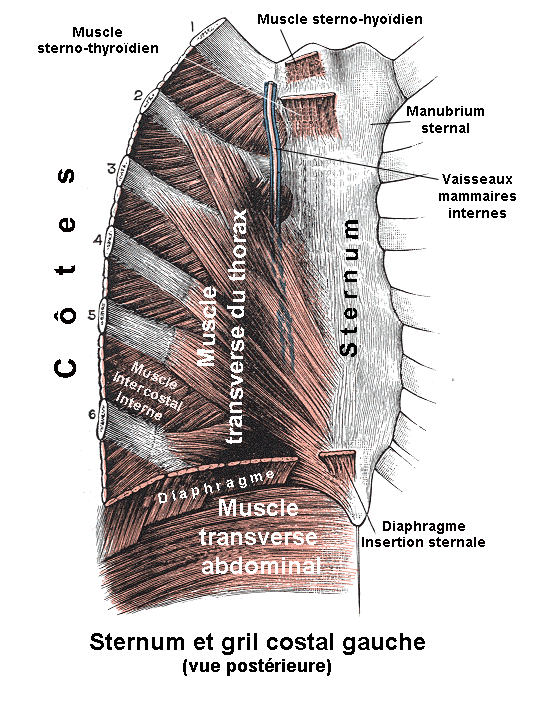
Face postérieure du sternum.